# André Bjerke
Jarl André Bjerke (født 30. januar 1918 i Oslo, død 10. januar 1985 smst.) var en norsk forfatter, gendigter, lyriker og skakspiller som blev toneangivende i efterkrigstidens norske litteratur- og sprogdebat, henholdsvis som forkæmper for traditionel verseform og riksmålssagen. Han var søn af forfatterne Ejlert Bjerke og Karin Bjerke (født Svensson), og fætter til forfatteren Jens Bjørneboe.

## Biografi
Bjerke debuterede i 1940 med digtsamlingen Syngende jord. Meget produktiv og alsidig skrev han digte både for børn og voksne, kriminalromaner under pseudonymet "Bernhard Borge", essays og sagprosa, blandt andet om sprog. Bjerke var ivrig riksmålstilhænger, og var aktiv i Riksmålsforbundet i en årrække, blandt andet som redaktør af bevægelsens tidsskrift Ordet. Han har også oversat og gendigtet både dramatik (af Shakespeare, Molière, Goethe og Racine, musicalen My Fair Lady), lyrik (af Rudyard Kipling, Dorothy Parker og Edgar Allan Poe) og prosa (af Hermann Hesse, Heinrich Heine og Karen Blixen).

## Vigtige temaer i Bjerkes produktion
Et vigtigt tema i Bjerkes produktion, som er specielt fremtrædende i hans digtsamlinger, er hans evige længsel efter barndommen. Dette ser man tydeligt i digtet Tapt paradis (i digtsamlingen Syngende jord (1940)), som handler om hans voksne møde med sin barndoms have.
André Bjerke udgav ni essaysamlinger. Forfatteren Henning Hagerup skrev i tidsskriftet Vagant (2007) om Bjerkes essayistik. Hagerup kalder Bjerkes analytiske ståsted - hans ethos - for radikal antroposofi. Hagerup finder at et gennemgående tema i Bjerkes essays er kampen mod dehumaniseringen, og mener, at han i 1950'erne var en af de norske skribenter, som mest resolut forfægtede et humanistisk syn på samfund, etik og naturvidenskabelig forskning. (Hagerup, s. 75). Hagerup mener endvidere, at Bjerke skriver i spændet mellem et dybt seriøst etisk engagement og en munter, legende holdning til verden. (Hagerup, s. 78).
Et andet tema er humorens stilling i Norge. Hvis man brugte humor, blev man ofte anset som mindre seriøs. Bjerkes kritik af denne holdning ser man bl.a. i novellen Dikteren, rusen og alvoret (udgivet som hørespilsmanuskript i tidsskriftet Ordet nr. 10, 1953, omarbejdet til novelle i bogen Tryllestaven, 1961).

### Kriminalforfatter med interesse for psykoanalyse
Bjerke er en af Norges mest fremtrædende krimiforfattere gennem tiderne. Han skrev sine kriminalromaner under pseudonymet Bernhard Borge. Hans debutroman Natmennesket kom i 1941 og var inspireret af psykoanalysen. Psykoanalysen var meget aktuel i Norge i 1930'erne. Året efter (1942) kom hans mest kendte roman: De dødes tjern. Denne blev filmatiseret i 1958 af Kåre Bergstrøm, og Bjerke spillede selv en af rollerne. Bjerke selv blev imidlertid mere optaget af såkaldt irrationelle og okkulte fænomener, noget som blandt andet afspejler sig ved, at han i filmversionen spiller en talsmand for overnaturlige fænomener. Døde mænd går i land (1947) er en meget spændende kriminalgyser. Skjult mønster (1950) er en psykoanalytisk kriminalroman af høj klasse.

### Arbejdsliv
Han skrev også hørespil. (Bl.a. novellen Tryllestaven blev tilrettelagt for radio i 1960'erne.)
Bjerke har sammen med Odd Eidem skrevet komedier, hvoraf Tror du jeg spøker? blev opført i København og Ålborg i 1953.
Bjerke var en ivrig foregangsmand for fjernsynet. Han var med i prøvesendinger i slutningen af 1950'erne og dukkede stadig op i fjernsynsruten i løbet af 1960'erne og 1970'erne. TV-serien Streiftog i Grenseland (1971–72), som han lavede sammen med Harald Tusberg, blev planlagt som 7 programmer; det blev til slut 6. Serien omhandler bl.a. parapsykologiske fænomener og alternative behandlingsmetoder for sygdomme. Et program var om Loch Ness-uhyret. Serien vakte stor opsigt, og Tusberg mener i sin bog Litt av et liv! at det var første gang, et fjernsynsselskab noget sted behandlede hele den daværende række af okkulte fænomener. (Tusberg, s. 218)
Han var en af initiativtagerne til Det Norske Akademi for Sprog og Litteratur, og formand for Forfatterforeningen av 1952 fra 1961 til genforeningen med Den Norske Forfatterforening i 1966. Bjerke overtog redaktionen af Riksmålsordlisten efter Arnulf Øverland. I tilgift var han redaktør for tidsskriftet Ordet 1950–1966.
Han var en dreven skakspiller og havde skakprogrammer i både radio og fjernsyn. Bjerke deltog selv i flere skakturneringer i 1950'erne.
Bjerke var et sjældent talent som oversætter. I 1972 havde han gendigtet otte af Shakespeares dramaer på norsk, og blev belønnet med Norsk Kulturråds oversætterpris på kr 15.000. Da han gendigtede En midsommernatsdrøm i 1955 oversatte hans første kone Mette stykket til norsk prosa; Bjerke gendigtede dette til femfodede jamber. Lige før tidsfristens udløb arbejdede han 32 timer i stræk uden søvn, og havde omdøbt En midsommernatsdrøm til Et vinterdagsmareridt. Shakespeare er kendt for sine nærmest uoversættelige ordspil, og Bjerke tog "hævn" ved at skrive et digt, han mente, Shakespeare aldrig ville kunne have gendigtet på engelsk, nemlig En handelsrejsendes liv, her gengivet i udsnit som typisk for Bjerkes evne til at se sprogets muligheder: 
Søren Sydpå hed en mand fra
syd, som nordpå gik i land fra
båden som han var om bord på,
og der traf han Nora Nordpå.
(Sydpå er en kavaler på
fyrre - dem som kvinder ser på,
og som kvindesjælen tror på,
men som altså driver hor på
små forretningsrejser nordpå.)
...
Der behøves ikke mange ord på
at besnære frøken Nordpå.
"Sig mig, hvilket rum De bor på?"
"Jeg har rum med egen dør på.
Kom De bare ind, hr. Sydpå!"
Snart har Sydpå sat likør på
bordet, hvorpå Sydpå klør på
ben med silkestrømpeflor på,
hvilket lille frøken Nordpå
afgjort sætter megen pris på.
(Det er hendes fnis bevis på.)
Derpå - er der sat censur på
måden Sydpå drev amour på.
Det besøg dér blev han far på.
Brevet fik hun aldrig svar på,
for han tog til næste fest på
små forretningsrejser - vestpå.
Kvinder! Ikke se og hør på
denslags mænd! For mænd som Sydpå
bli'r man mor på at man tror på.
(Man er sur på Sydpå nordpå!)
(Fra samlingen En jæger og hans hund, 1958)

## Sidste år
Foråret 1981 havnede Bjerke i rullestol efter en blodprop i hjernen/slagtilfælde. Han fik et nyt slag i januar 1985 og døde lidt senere med sine børn og to af sine koner ved sengen. 
André Bjerke boede i Schøningsgade 25a i Oslo store dele af sin barndom og sit voksne liv. I 1997 blev der sat et relief op af ham på bygårdens væg som gave fra Riksmålsforbundet og forlaget Aschehoug. Bjerke er gravlagt på Vestre gravlund i Oslo, sammen med sin far Ejlert, sin tredje kone Gerd og sin faster Emmy Bjerke. 
Vilde Bjerke, André Bjerkes datter (som flere af hans mest kendte børnevers er skrevet til), udgav i 2002 erindringsbogen Du visste om et land. Om min far André Bjerke.  Hun har også selv udgivet digte. 

### Lyrik
- Syngende jord, 1940
- Regnbuen, 1946
- Fakkeltog, 1942
- Fremmede toner. Et udvalg af verdenslyrikken i norsk gendigtning., 1947
- Eskapader, 1948
- Dikt om vin og kjærlighet, 1950
- Den hemmelige sommer, 1951
- Prinsessen spinner i berget, 1953
- Slik frøet bærer skissen til et tre, 1954
- En kylling under stjernene, 1960
- Med alle mine fugler (hundrede digte) 1965
- En skrift er rundt oss, 1966
- Skyros, Egeerhavet, 1967
- Det finnes ennu seil, 1968
- En helt almindelig lek (digte i udvalg) 1973
- Et strå i vind, 1974
- Sol, måne og elleve stjerner (udvalgte digte), 1975
- Samlede dikt, 1977 (to bind)
- Samlede dikt, 2003 (samlede lyriske digtning, for første gang komplet)
- I byen min, 1979
- Hverdagsmirakel og andre efterladte digte, 2001

### Kriminallitteratur
- Natmennesket, 1941
- De dødes tjern, 1942 (blev filmatiseret (1958))
- Døde mænd går i land, 1947
- Skjult mønster, 1950
- Enhjørningen, 1963 (blev filmatiseret med titlen "Klokker i måneskinn" (1964))
- Onkel Oscar starter opp, 1970 (kriminalnoveller, sammen med Harald Tusberg)
- Onkel Oscar kjører videre, 1970 (kriminalnoveller, sammen med Harald Tusberg)
- Hobbydetektiven: historiene om Klaus Vangli, 1971 (kriminalnoveller)

### Faglitteratur
- Hva er god stil? 1955
- Rim og rytme: en liten verselære, 1956, i senere revideret udgave som Rytme og rim
- Nye bidrag til Goethes farvelære, Kosmös Forlag, Stockholm 1961
- Hva er godt riksmål? Spørsmål og svar, 1962
- Arnulf Øverland – vårt sprogs konservator og fornyer, 1965 (om Arnulf Øverland)
- Dannet talesprog, 1966
- Hva er godt riksmål? Spørsmål og svar, 1967
- Spillet i mitt liv: en amatør ved sjakkbrettet, 1968
- Grenseland – fem år efter, 1977 (m/ Harald Tusberg)
- Versekunsten: rytme og rim, 1980, 2000 (omarbejdet udgave af Rim og rytme fra 1956)

### Novellesamlinger
- Tryllestaven – Syv historier om noe bortenfor, 1961
- Fortellinger ved peisen, 1981 (noveller i udvalg)

### Essaysamlinger
- Fuglen i fikserbildet: fragmenter av en livsanskuelse, 1955
- Vitenskapen og livet, 1958
- Babels tårn, 1959
- Sproget som ikke vil dø – Rapporter fra riksmålets krigshistorie, 1964
- Reiser gjennom århundrene – I syv stilepoker, 1967
- Hårdt mot hårdt, 1968
- I syklonens sentrum, 1970
- Å kunne eller ikke kunne – Strøtanker om fag, 1970
- Med kritiske øyne, 1971 (Nytårshilsen fra Aas & Wahls bogtrykkeri)
- Djevelens omgangsfelle, 1974
- I kampens glede, 1982 (et udvalg af essays fra tidligere samlinger)

### Humoristiske publikationer
- Den bakvendte boken, 1949 (m/Odd Eidem og Carl Keilhau)
- Den bakvendte familieboken – ved tre av dem 1951 (m/Odd Eidem og Carl Keilhau)
- Den bakvendte familieboken – ved to av dem 1955 (m/ Carl Keilhau)

### Børnebøger
- Fabelen om Gry og Gruble, 1948 – illustreret af Knut Yran
- For moro skyld 1956 – børnerim med tegninger af Mette Borchgrevink
- Mere moro 1957 – børnerim med tegninger af Mette Borchgrevink
- André Bjerkes ABC – udgivet af Riksmålsforbundet 1959
- Fru Nitters datter 1966 – børnerim med tegninger af Mette Borchgrevink
- Moro-vers 1980 – samlede børnedigte med illustrationer af Rune Johan Andersson, senere udgaver 1995 og 2000 kun med et mindre udvalg og illustrationer af Fam Ekman og Svein Nyhus

### Samlinger
- For anledningen (prologer gjennom 15 år), 1963
- Før teppet går opp (prologer gjennom 25 år), 1973

### Hørespil[7]
- Stokken (produceret 1953, reprise 1953)
- Dikteren, rusen og alvoret (produceret 1953)
- Døde mænd går i land (kriminalroman af Bjerke under pseudonymet Bernhard Borge, dramatiseret af Bjørn Carling, fem dele, produceret 1988, reprise 1996)
- Gjengangernatt (episode tre af Fredløs blant de døde, produceret 1987, produceret 1987, reprise 1988 og 2001)
- Troll i ord (episode seks af Fredløs blant de døde, produceret 1987, reprise 1988)
- De dødes tjern (kriminalroman af Bjerke under pseudonymet Bernhard Borge, dramatiseret af NRK Radioteateret ved Jan Faller, fire dele, produceret 2007)

## Oversættelser og gendigtninger
Hans mest kendte oversættelser og gendigtninger (oversættelsesår i parentes):
- De profundis ; og Balladen om Reading fengsel af Oscar Wilde (1950). Hans far Ejlert Bjerke gendigtede De Profundis, André Bjerke gendigtede Balladen om Reading fengsel.
- Spoon River-antologien af Edgar Lee Masters (1950).
- Misantropen af Molière (1957).
- En sommernattsdrøm af William Shakespeare (1958). Fra 1996-udgaven under titlen En midtsommernattsdrøm.
- Hamlet af William Shakespeare (1958).
- My Fair Lady af Alan Jay Lerner ; efter George Bernard Shaws Pygmalion (1959).
- Hvem skal trøste Knøttet? af Tove Jansson (1960).
- Hellig trekongers aften eller Hva du vil af William Shakespeare (1964).
- Faust : en tragedie : første del af Johann Wolfgang von Goethe (1966).
- Drømmen i en drøm : digte i utvalg og essayet "Komposisjonens filosofi" af Edgar Allan Poe (1967).
- Kjøpmannen i Venedig af William Shakespeare (1967).
- Stor ståhei for ingenting af William Shakespeare (1969).
- Romeo og Julie af William Shakespeare (1970).
- Stormen af William Shakespeare (1970).
- As you like it af William Shakespeare (1972). Fra 1996-udgave under titlen Som dere vil ha det.
- Vintereventyret af William Shakespeare (1973).
- Troll kan temmes af William Shakespeare (1974).
- Maria Stuart af Friedrich von Schiller (1980).
- Like for like af William Shakespeare (1980).
- Faust: en tragedie af Johann Wolfgang von Goethe (1983). (2 bind)
- Hvis af Rudyard Kipling